# Hieronymiella
Hieronymiella is een geslacht uit de narcisfamilie (Amaryllidaceae). De soorten komen voor van Zuid-Bolivia tot in Noordwest-Argentinië.

## Soorten
- Hieronymiella angustissima Ravenna
- Hieronymiella argentina (Pax) Hunz. & S.C.Arroyo
- Hieronymiella aurea Ravenna
- Hieronymiella bedelarii R.Lara & Huaylla
- Hieronymiella cachiensis Ravenna
- Hieronymiella caletensis Ravenna
- Hieronymiella cardenasii (Traub) R.Lara
- Hieronymiella clidanthoides Pax
- Hieronymiella pamiana (Stapf) Hunz.
- Hieronymiella speciosa (R.E.Fr.) Hunz.

... · 
Acis · 
Amaryllis · 
Boophone · 
Clivia · 
Crinum (Haaklelie) · 
Galanthus (Sneeuwklokje) · 
Hippeastrum · 
Hymenocallis · 
Leucojum (Narcisklokje) · 
Narcissus (Narcis) · 
Pancratium · 
Scadoxus · 
Sprekelia · 
Sternbergia · 
...